# 瓦約茨佐爾州
瓦約茨佐爾州（發音：[vɑjˌɔt͡sʰ ˈd͡zɔɾ] ⓘ），是亞美尼亞中南部的一个州，與州、格加爾庫尼克州、休尼克州等州份及亞塞拜然、納戈爾諾-卡拉巴赫相鄰。州府为葉海格納佐爾。

## 地理

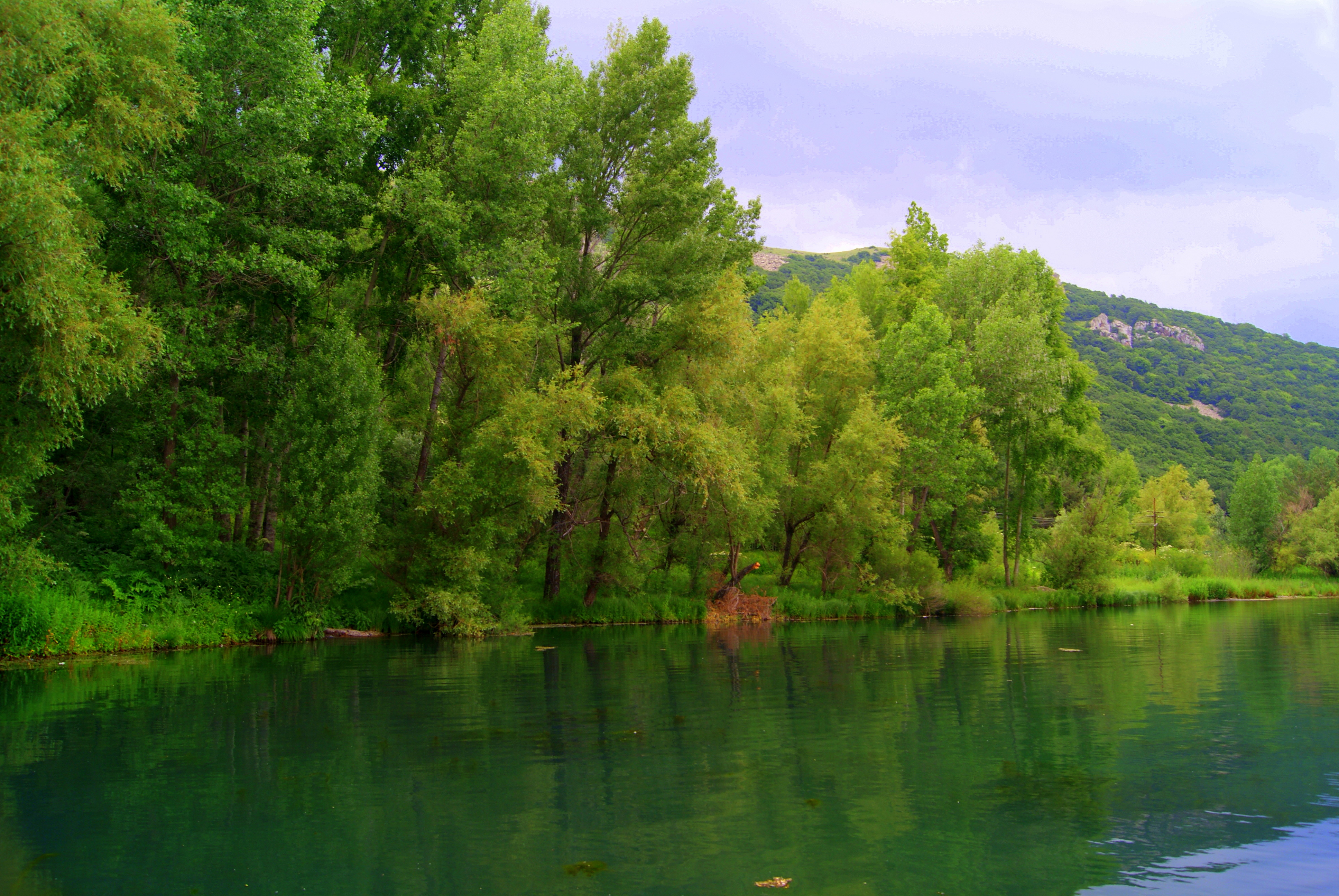
View from the Jermuk Hydrological Sanctuary

位于亚美尼亚东南端的瓦約茨佐爾州占地面积2,308平方公里（占亚美尼亚总面积的7.8％），是全国人口最多的州份之一。

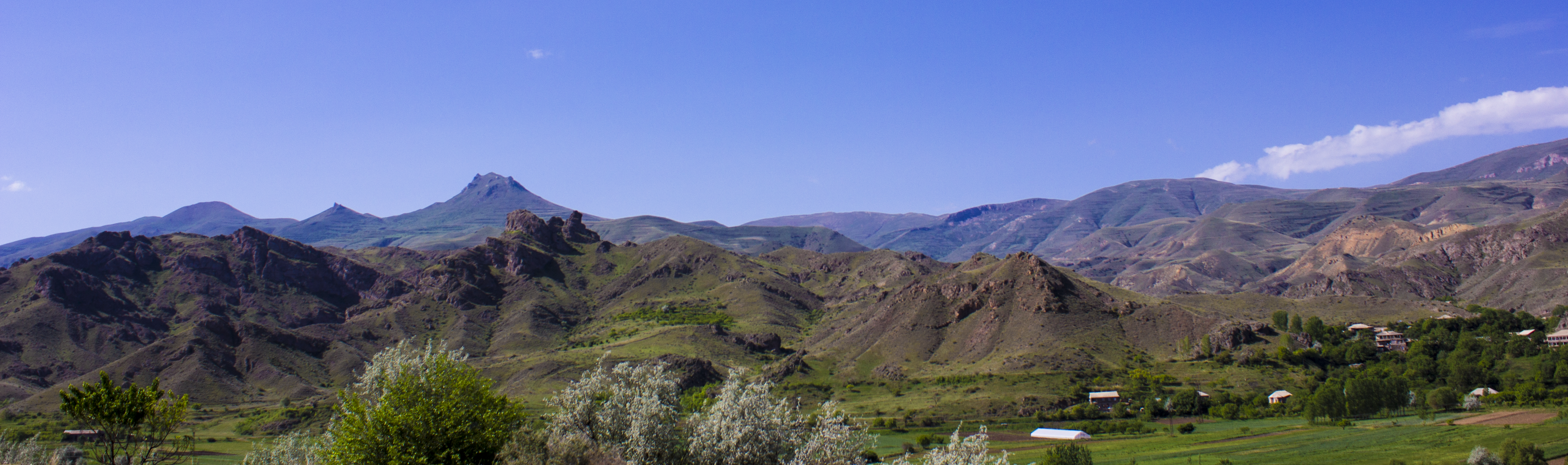
Vayk mountain range